# دون ستانلي
دون ستانلي هو لاعب هوكي الجليد كندي، ولد في 18 أكتوبر 1917 في إدمونتون في كندا، وتوفي في 21 سبتمبر 2001.